# Thecacinetidae
Famille
Les Thecacinetidae sont une famille de Ciliés de la classe des Phyllopharyngea.

## Étymologie
Le nom de la famille vient du genre type Thecacineta, composé du préfixe thec-, « boite, étui, alvéole », et -acineta, par allusion au genre Acineta, genre type de la famille des Acinetidae, littéralement « Acineta dans une alvéole », peut-être en référence à leur lorica.

## Description
Les Thecacinetidae ont une taille moyenne (80-200 µm). Leur trophonte est pyriforme ou en forme de sac, attaché au fond d'une lorica. Ils sont pédonculés. Ils ont des tentacules capités, disposés en un seul fascicule apical. Leur essaim est allongé, cilié et se forme latéralement. Leur macronoyau est globulaire à ellipsoïde. Micronoyau et vacuole contractile sont présents.

## Habitat
Les Thecacinetidae vivent en milieu marin.

## Liste des genres
Selon GBIF (25 août 2024) :
- Canellana Jankowski, 1967
- Corethrya Wrigth, 1859
- Loricaphrya Matthes, 1956
- Praethecacineta Matthes, 1956
- Thecacineta Collin, 1909 genre type
  - Espèce type : Thecacineta calix (Schröder, 1907) Collin, 1912

Selon Lynn (2010) :
- Praethecacineta Matthes, 1956

## Systématique
Le nom valide de ce taxon est Thecacinetidae Matthes, 1956.